# 旗山溪
楠梓仙溪（布農語：:66-67,79），近年被更名為旗山溪，是台灣南部高屏溪的最主要支流，源頭為嘉義縣及高雄市的分界，分佈於嘉義縣東端及高雄市東北半葉的西部，中段穿越高雄市，最下游數公里為高雄市及屏東縣的分界，主流河長118公里，流域面積842平方公里。
卡那卡那富族稱此溪為（2007年正名的高雄縣那瑪夏鄉即以此溪為名），在歷史上一直以來的固有漢名，以台語「楠梓仙」轉寫族語，在古文獻中記載有「南馬仙」、「南雅仙」、「湳仔仙」、:144-147,236「南仔仙」、「楠仔仙」、「楠港仙」等台語同音轉寫（見#名稱緣由）。2003年被更名為旗山溪，其後交通相關標誌與圖標設施皆已改名，當地民眾及族人無法接受，強烈抗議漠視原住民傳統文化，在改名的指標上噴漆，而在觀光、保育與地方上等相關方面仍稱「楠梓仙溪」。
楠梓仙溪為高屏溪主流（含荖濃溪）之外的最大支流，發源於玉山主峰西南坡標高約3,750公尺處，向西南沿著高雄市桃源區及嘉義縣阿里山鄉交界流，至那瑪夏附近轉向南南西流入高雄市境，經那瑪夏區、甲仙區、杉林區、旗山區，流至最下游一小段數公里為屏東縣里港鄉及高雄市旗山區的分界，至嶺口與來自東方之荖濃溪以右股合流後，改稱「高屏溪」。
楠梓仙溪與西側的曾文溪、東側的荖濃溪略呈平行河道，其中與荖濃溪相隔玉山山脈南段主脊，距離僅約10公里平行發展，為高屏溪的雙子河。在嶺口合流以下的高屏溪流路往南，以流路方向反向往北延長為楠梓仙溪，傳統以流路方向認為楠梓仙溪為高屏溪本流的上游。:108-112現多認定源流更遠、流量更大的荖濃溪為主流。

## 名稱緣由
旗山溪其流域廣佈高雄原有縣轄區旗山區而得名。卡那卡那富族稱此溪為（2007年正名的高雄縣那瑪夏鄉即以此溪為名，2010年改制為高雄市那瑪夏區），根據卡那卡那富族傳說，數百年前一位名叫「那瑪夏」的少年發現溪中有條巨大的鱸鰻因而堵住溪水，造成下游水量變少、危及部落安全，因此那瑪夏趕緊回到部落向族人通報，後少年因驚嚇過度，幾日後便逝世。族人與山豬聯手殺掉鱸鰻拯救部落，為感謝山豬，族人有好一陣子不再獵豬。族人為紀念那瑪夏，而將此溪流命名為。此傳說情節的部分與南島語族共有的太古大洪水傳說：卡那卡那富族洪水傳說雷同。有學者懷疑此說。:144-147
鄰近此溪上下流域亦有鄒族、布農族、排灣族等族人混居，以布農語發音時，剛好為「會很好」的意思，象徵著居民們的生命之河如此美好。
清治時以台語音譯轉寫族語，如國立故宮博物院藏，推定為1750年代調製的《乾隆台灣輿圖》，在此溪旁有標示「楠仔仙」、「楠仔仙山」等地名；中央研究院歷史語言研究所歷史文物陳列館藏，1760年《台灣民番界址圖》（通稱〈中研圖〉）標示「楠港仙」；推定為1781–1787年調製的《18世紀末御製台灣原漢界址圖》，標示「南仔仙」，另〈紫線圖〉標示「南仔仙即月眉庄」；:136-1381871年《台灣府輿圖纂要》記有「鳳山之南馬仙」；:2591871年《鳳山縣采訪冊》記有「南雅仙山」、舊志「南馬仙」、「湳仔仙山」；:144-147,2361870年代末期的地圖有標示「湳仔仙庄」、「湳仔仙山」；國立台灣歷史博物館藏，1888–1891年《台灣地輿總圖》〈台南府全圖〉標示「南仔仙」、〈鳳山縣圖〉標示「湳仔仙」；:32,40日治初期的地圖，仍沿用「南仔仙溪」（1897年《台灣假製二十萬分一圖》、1898年《東亞輿地圖》）、「楠仔仙溪」（1899年《四十萬分一台灣全圖》）等溪名，1898–1904年調製的《台灣堡圖》，以日文漢字標示為「 (Nāmasen)溪」，此後沿用至今。

## 生態
楠梓仙溪上游流域，1990年族人發起台灣首創的護溪運動，是台灣護溪運動的啟蒙。多年來努力的成就，因八八風災河道被土石淹沒。
楠梓仙溪終年有水，在那瑪夏區內共有11條支流，水質清澈，孕育了豐富的魚類資源，原為族人重要的蛋白質來源。部落的聯外道路1983年改善後，吸引大量的遊客，加上流域內土地開發及電魚、毒魚、炸魚等人為破壞猖獗，造成溪流棲地環境的破壞和污染，溪流生物大為減少。全身銀白俗稱高身鯝魚的高身鏟頜魚，在河中游動翻滾而閃起的白光，又稱「白天的星星」，非法打撈及棲地破壞與污染，短短十年內從優勢物種變得瀕危。1989年農委會公告為保育類野生動物，與櫻花鉤吻鮭並列台灣一級瀕臨絕種的淡水保育魚類。1990年由那瑪夏（時稱三民鄉）各村組成巡邏小組執行 「三民鄉楠梓仙溪魚類資源保護計劃」，取締非法電魚、炸魚的行為，是台灣護溪運動的濫觴。1993年5月再劃定野生動物保護區，以瀕臨絕種的台灣特有種高身鯝魚為主要保育對象，是台灣唯一以魚類為主的野生動物保護區。2009年八八風災前，每年11月至次年5月為楠梓仙溪的枯水期，為魚類的主要繁殖期，此段期間禁止垂釣，以外則開放部分溪段，供民眾垂釣非保育類魚種。
此溪常見的魚種還包括台灣鯝魚（苦花）、台灣馬口魚（一枝花）、臺灣石𩼧、何氏棘魞以及埔里中華爬岩鰍，也是台灣間爬岩鰍、褐吻虎、粗首、日本禿頭鯊棲息地。兩種保育類物種高身鏟頜魚、埔里中華爬岩鰍嚴禁垂釣。依水為生的卡那卡那富族人為感謝河流的養育之恩，賜予源源不絕的河川資源，每年都會舉辦祭河儀式。河祭在早晨開始時，祭司會先把搗碎的米灑在水面吸引魚群聚集，當魚跳躍時，祭司用網子撈起魚群，口中邊念咒語引渡河神，期待能有源源不絕的河川、魚類資源。八八風災後，每年河祭仍持續進行，自2012年起改把魚苗放到河裡，希望溪流生生不息。風災重創保育成果，遠大於過去的風災，樂觀的族人仍努力讓家園一天比一天好，魚類族群對自然風災有極佳的適應能力，多年來的復育已見恢復力。2011年底學者調查指出，幾種魚群數量都明顯減少，台灣鯝魚幾乎消失，而高身鯝魚恢復得比較好。此外，土石堆積、溪水流速變快，反而有利於台灣間爬岩鰍的生存，因而成為新的優勢種。高身鏟頜魚（高身鯝魚）曾是與櫻花鉤吻鮭並列台灣一級瀕臨絕種的淡水保育魚類，幸因保育有成，已在2009年自保育名單中除名。

## 楠梓仙溪水系主要河川

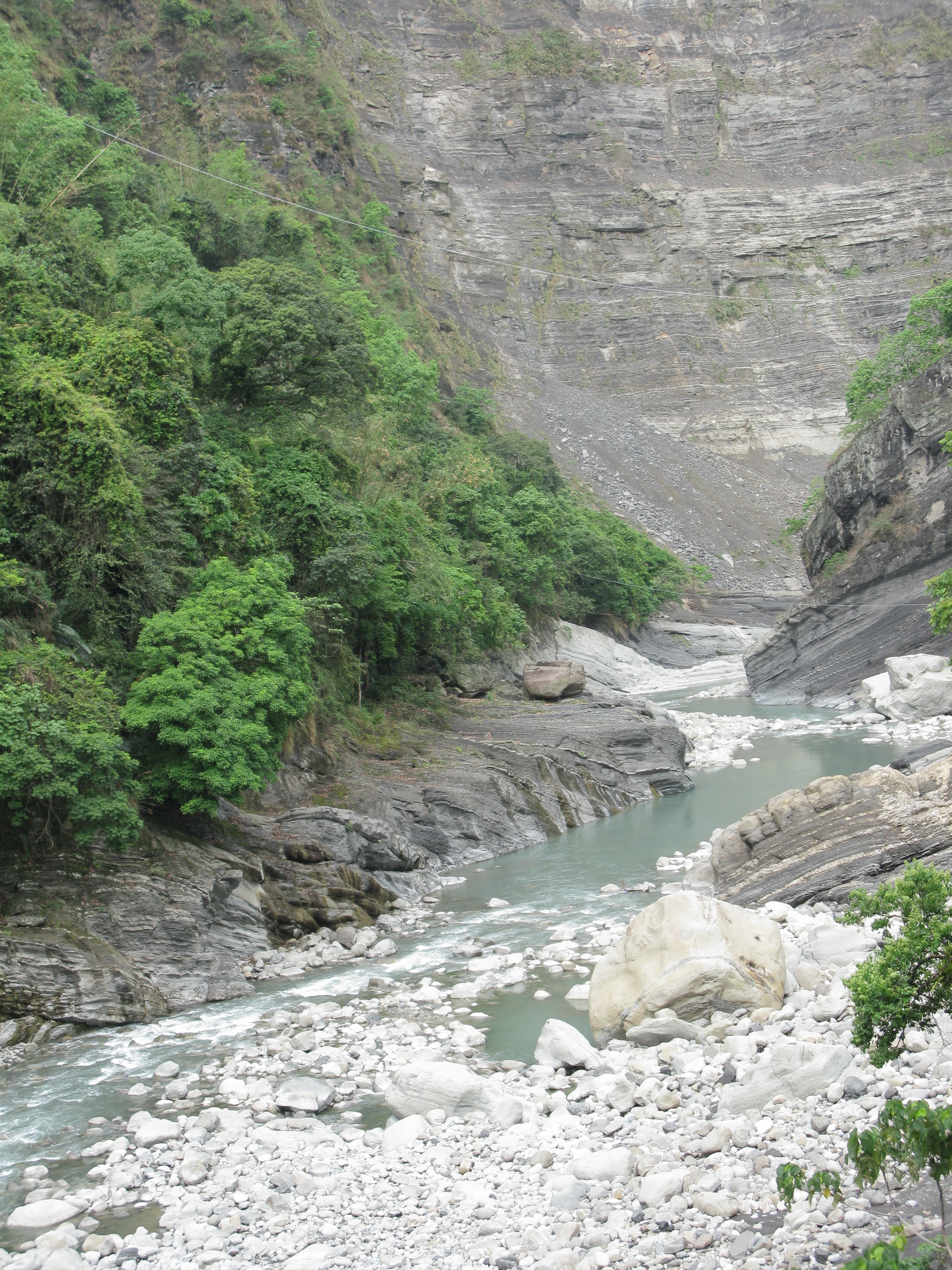
旗山溪於那瑪夏區之上游河段。

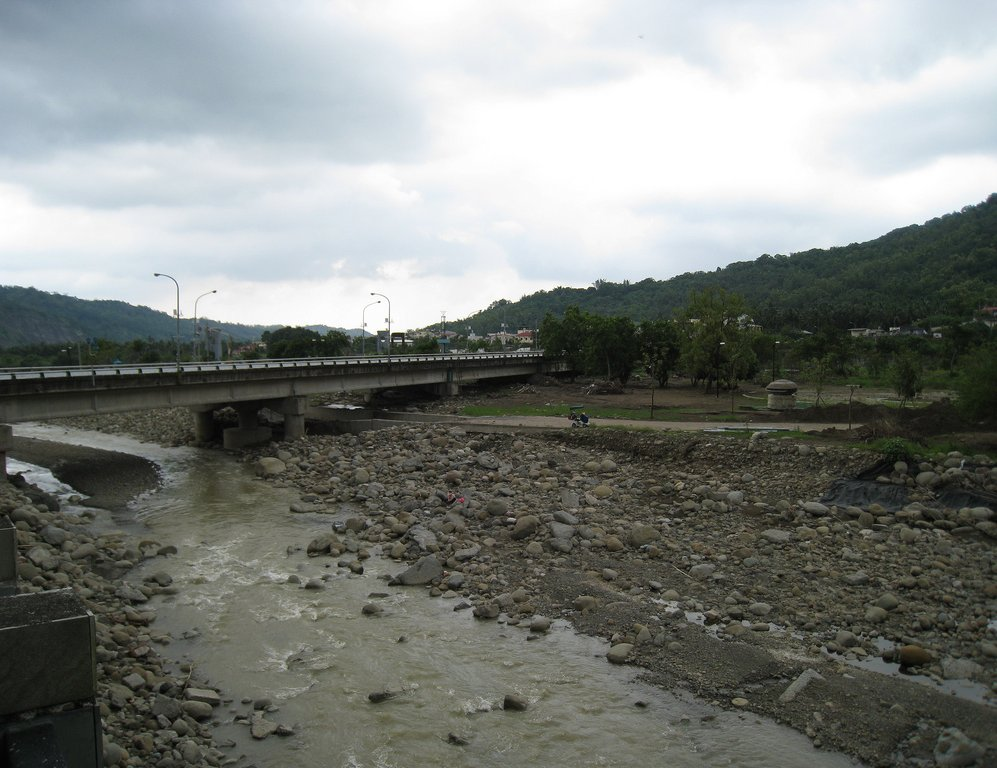
於甲仙區河段，背景是舊甲仙大橋。

- 楠梓仙溪（旗山溪）：高雄市、屏東縣、嘉義縣 
  - 美濃溪：高雄市旗山區、美濃區 – 29公里
  - 武鹿溪：高雄市旗山區
  - 口隘溪：高雄市旗山區、內門區、杉林區
  - 內寮溪：高雄市杉林區
  - 枋寮溪：高雄市杉林區
  - 油礦溪 (班芝埔溪)：高雄市甲仙區
  - 北勢溪：高雄市甲仙區
  - 角埔溪：高雄市甲仙區
  - 老人溪 (馬郎溪)：高雄市那瑪夏區
    - 老人北溪
    - 老人南溪

  - 那托爾薩溪：高雄市那瑪夏區
  - 那多羅薩溪：高雄市那瑪夏區
    - 塔羅塔羅曾北溪
    - 塔羅塔羅曾南溪

  - 那次蘭溪：高雄市那瑪夏區
  - 達卡奴娃溪 (五權溪、民生溪)：高雄市那瑪夏區
  - 一溪：高雄市那瑪夏區
  - 帖布帖開溪：高雄市那瑪夏區
  - 二溪：高雄市那瑪夏區
  - 三溪：高雄市那瑪夏區
  - 四溪：高雄市那瑪夏區
  - 五溪：高雄市那瑪夏區
  - 六溪：高雄市那瑪夏區
  - 拉庫邦溪：高雄市桃源區
  - 博博猶溪：嘉義縣阿里山鄉

## 主要橋樑
以下由河口至源頭列出主流上之主要橋樑：
- 國道10號旗山溪橋（國道十號）
- 大洲大橋（鄉道高92線）
- 新旗尾橋（省道台3線）
- 新旗山橋（省道台28線，為脊背橋）
- 月眉橋（省道台29線）
- 杉林大橋（鄉道高129線）
- 寶隆大橋（省道台29線）

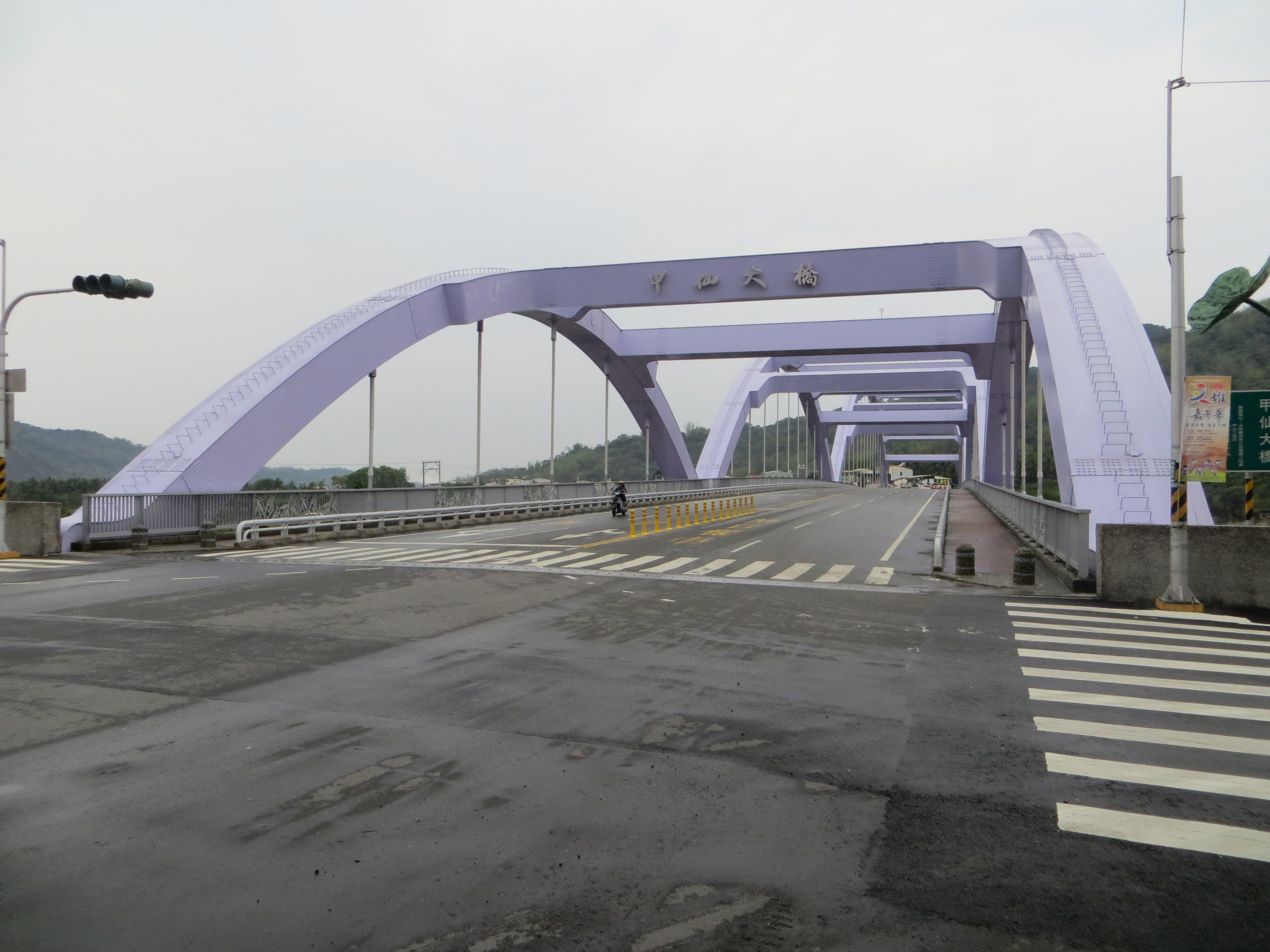
現在的甲仙大橋，依然是跨楠梓仙溪的省道橋之一。

- 火山橋（省道台29線，為脊背橋，跨越楠梓仙溪支流）
- 甲仙大橋（省道台20線、台29線，為鋼拱橋）
- 四德橋（省道台29線）
- 楠梓仙溪橋（省道台29線）

## 外部連結
- . 台灣濕地網. 台灣環境資訊協會 行政院農業委員會林務局補助. 2011-12-20  [2022-08-06]. （原始内容存档于2022-08-06）.
- . 國家重要濕地保育計畫. 台北市: 內政部營建署城鄉發展分署. 2017-08-31  [2022-08-06]. （原始内容存档于2020-08-13）.